# Kwas klawulanowy

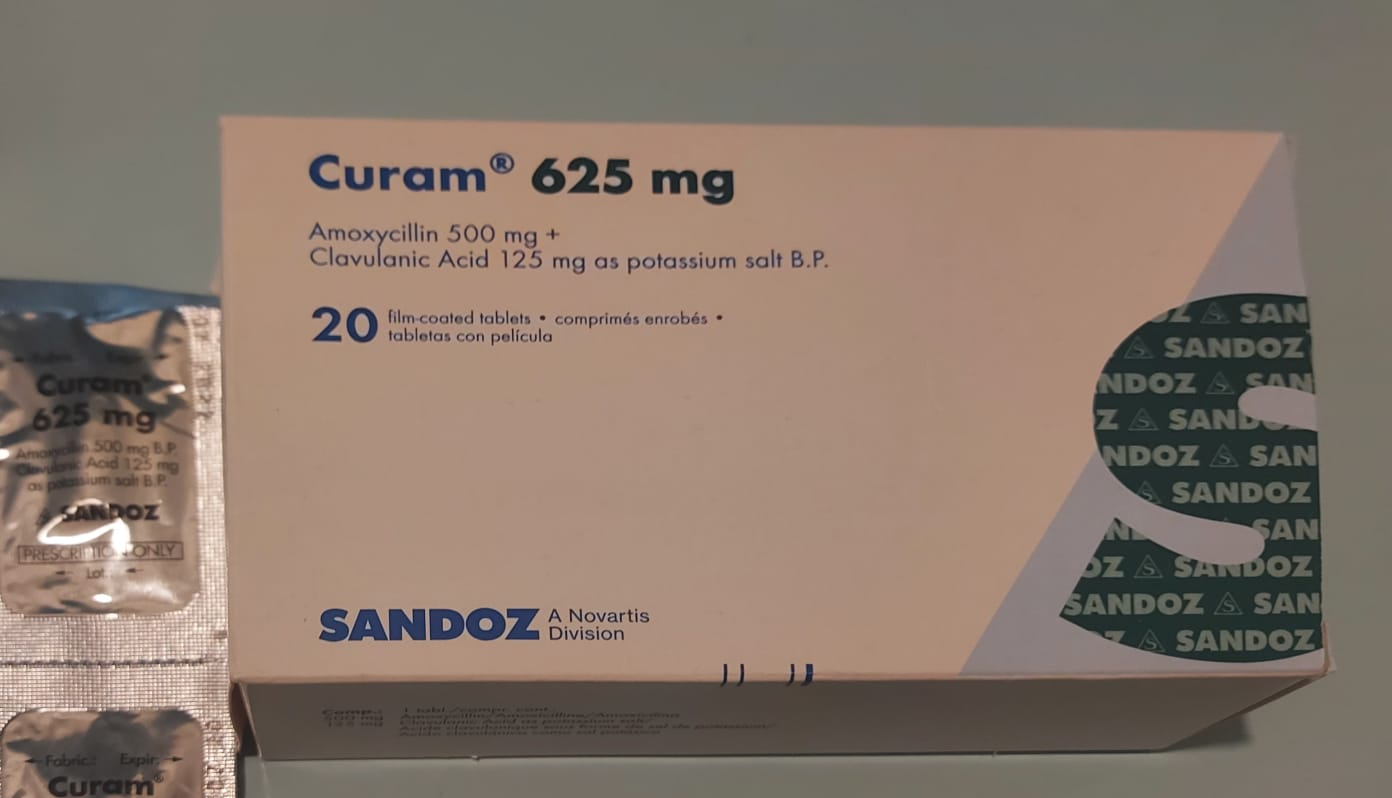
Preparat złożony (amoksycylina + kwas klawulanowy)

Kwas klawulanowy – organiczny związek chemiczny pochodzenia naturalnego o strukturze oksapenamowej, a więc zawierający pierścień β-laktamowy, tak samo jak antybiotyki β-laktamowe (oparte na strukturze penamu). Inhibitor β-laktamaz. Podawany razem z antybiotykami β-laktamowymi (na ogół w jednej postaci leku) w celu ich uchronienia przed rozkładem i unieczynnieniem przez bakteryjne β-laktamazy.
Obecnie stosuje się połączenia kwasu klawulanowego z amoksycyliną (Amoksiklav, Augmentin) i z tikarcyliną (Timentin).

## Historia
Kwas klawulanowy został odkryty w 1974/75 roku, przez brytyjskich naukowców pracujących dla firmy farmaceutycznej Beecham.  Jego nazwa pochodzi od nazwy gatunkowej, wytwarzającego go, promieniowca: Streptomyces clavuligerus.

## Mechanizm działania
Kwas klawulanowy łącząc się z miejscem aktywnym β-laktamaz, uniemożliwia im wejście w interakcję z cząsteczką antybiotyku. Wiązanie kwasu klawulanowego z β-laktamazą jest bardzo wolno hydrolizowane, dlatego też kwas klawulanowy jest uważany za nieodwracalny inhibitor β-laktamaz.

## Zakres działania
Kwas klawulanowy, podobnie jak inne inhibitory β-laktamaz, hamuje β-laktamazy należące do grupy II według klasyfikacji Karen Bush, nie działa natomiast na chromosomalną cefalosporynazę AmpC i metalo-β-laktamazę. Ponadto większą aktywność wykazuje wobec β-laktamaz kodowanych plazmidowo, niż kodowanych chromosomalnie.
Kwas klawulanowy ma również sam w sobie aktywność przeciwbakteryjną, jednak w stężeniach, które nie są osiągalne podczas terapii.